# Спящий кулак
«Спящий кулак» (иер. трад. 睡拳怪招, кант.-рус.: Сёй кхюнь куай чиу, англ. Sleeping Fist) — гонконгский фильм с боевыми искусствами режиссёра Е Жунцзу, вышедший в 1979 году. Фильм также известен под названием «Узкоглазый, будь бдительным» (нем. Schlitzauge sei wachsam).

## Сюжет
Полицейский в штатском Кам Тайпат тяжело ранен в бою с несколькими бандитами. Ему на помощь приходит парнишка-сирота по прозвищу Маленький Чертёнок. Разобравшись с негодяями, Кам берёт парня с собой. После нескольких стычек бродяги прячутся в заброшенном доме, но там их находит опасный убийца Чхоу Патхинь. К счастью для них, в доме оказался старый мастер кунг-фу по прозвищу Старая Черепаха, который даёт отпор убийце. После этого троица сбегает из дома и отправляется в дом к старику, где тот начинает обучать гостей кунг-фу. Позже у них происходит несколько драк с местными бандитами и трое выигрывают. К проигравшим приходит Чхоу Патхинь и обещает помочь. Чхоу и его людям удаётся найти хижину старого мастера, где происходит финальный бой.

## В ролях
- Юань Сяотянь — Старая Черепаха
- Лян Цзяжэнь — Кам Тайпат
- Хуан Илун — Малыш / Маленький Чертёнок
- Оуян Линлун — Сиучхёй
- Эдди Коу[англ.] — Чхоу Патхинь

## Съёмочная группа
- Компания: East Asia (H.K.) Film Co.
- Исполнительный продюсер: Чау Фуклён
- Режиссёр: Е Жунцзу[кит.]
- Сценарист: Чжан Синьи
- Постановка боевых сцен: Хуан Ха, Чхик Нгайхун
- Монтажёр: Чён Куок-кхюнь
- Грим: Чжоу Мэйюнь
- Оператор: Чён Сайкуань
- Композитор: Чау Фуклён

## Восприятие
Эйн Фрил с сайта The Action Elite оценил фильм в три звезды из пяти возможных. По мнению критика, достоинством фильма являются «классные» боевые сцены и Лён Каянь, в то время как недостатками – смехотворный дубляж и актёрская игра. Борис Хохлов дал картине среднюю оценку в три с половиной звезды из пяти, отметив отсутствие оригинальности, но похвалив уровень боевых сцен. Эндрю Сароч критиковал сюжет картины, который он назвал «шаблонным», но одобрил фильм «с точки зрения экшена».

## Кассовые сборы
Фильм собрал 1 204 494 гонконгских долларов в период театрального проката в Гонконге с 24 мая по 1 июня 1979 года.